# بونافيغو
بونافيغو (بالإيطالية: Bonavigo) هي بلدية في مقاطعة فيرونا، منطقة فنيتة بشمال شرق إيطاليا.
تقع على بعد80 كيلومترًا (50 ميلًا) غرب مدينة البندقية، و30 كيلومترًا (19 ميلًا) جنوب شرق فيرونا.